# Liste der Baudenkmale in Schönberg (Mecklenburg)
- Karte mit allen Koordinaten:
- OSM |
- WikiMap

In der Liste der Baudenkmale in Schönberg sind alle denkmalgeschützten Bauten der mecklenburgischen Stadt Schönberg und ihrer Ortsteile aufgelistet.  Grundlage ist die Veröffentlichung der Denkmalliste des Kreises Nordwestmecklenburg mit dem Stand vom 16. September 2020.

## Baudenkmale nach Ortsteilen

### Schönberg
| ID   | Lage                              | Bezeichnung                                               | Beschreibung | Bild                                                      |
| ---- | --------------------------------- | --------------------------------------------------------- | --- | --------------------------------------------------------- |
| 1267 | Am Bahnhof 1                      | Wohnhaus                                                  | |                                                           |
| 1268 | Am Kalten Damm (Karte)            | Gedenkstein von 1817                                      | | Gedenkstein von 1817                                      |
| 1563 | Am Kalten Damm 2                  | Wohn- und Geschäftshaus                                   | |                                                           |
| 1269 | Am Kalten Damm 4 (Karte)          | Wohn- und Geschäftshaus                                   | | Wohn- und Geschäftshaus                                   |
| 1270 | Am Kalten Damm 6 (Karte)          | Wohnhaus                                                  | Das zweigeschossige Giebelhaus mit einem Knüppelwalmdach wurde zum Ende des 18. Jahrhunderts errichtet. | Wohnhaus                                                  |
| 1271 | Am Kalten Damm 7 (Karte)          | Wohnhaus                                                  | Das Gebäude ist ein zweigeschossiges Traufenhaus, die beiden äußeren Achsen sind als übergiebelte Vorlagen ausgebildet. | Wohnhaus                                                  |
| 1565 | Am Kalten Damm 8, 10              | Wohnhaus m. Speicher                                      | |                                                           |
| 1272 | Am Kalten Damm 9 (Karte)          | Wohnhaus                                                  | Das zweigeschossige Traufenhaus ist durch Wandpfeiler und bekrönende Türmchen betont. Die Fassade ist der Straßenkrümmung geschuldet, konkav ausgebildet. | Wohnhaus                                                  |
| 1273 | Am Kalten Damm 11 (Karte)         | Wohnhaus                                                  | | Wohnhaus                                                  |
| 1274 | Am Kalten Damm 27 (Karte)         | Wohnhaus                                                  | Die Straßenfront wurde durch eine Backsteinfassade mit einem Dreiecksgiebel und einem seitlichen Portalanbau verändert. | Wohnhaus                                                  |
| 1275 | Am Kalten Damm 31 (Karte)         | Wohnhaus                                                  | Das Gebäude wurde zweigeschossig ausgebaut und die Mittelachse durch eine flache Vorlage betont. | Wohnhaus                                                  |
| 1276 | Am Markt 1 (Karte)                | Wohnhaus                                                  | Das Wohnhaus wird nach Karl Koch als Kochsches Haus bezeichnet. | Wohnhaus                                                  |
| 1277 | Am Markt 2 (Karte)                | Wohnhaus                                                  | |                                                           |
| 1278 | Am Markt 3 (Karte)                | Wohn- und Geschäftshaus                                   | | Wohn- und Geschäftshaus                                   |
| 1279 | Am Markt 5 (Karte)                | Post                                                      | | Post                                                      |
| 1280 | Am Markt 7 (Karte)                | Wohnhaus                                                  | | Wohnhaus                                                  |
| 1281 | Am Markt 8 (Karte)                | Wohn- und Geschäftshaus                                   | | Wohn- und Geschäftshaus                                   |
| 1282 | Am Markt 9 (Karte)                | Wohnhaus                                                  | | Wohnhaus                                                  |
| 1283 | Am Markt 12 (Karte)               | Wohnhaus mit Scheune und Nebengebäude Fachwerkhaus am See | | Wohnhaus mit Scheune und Nebengebäude Fachwerkhaus am See |
| 1284 | Am Markt 13 (Karte)               | Wohnhaus                                                  | | Wohnhaus                                                  |
| 1285 | Am Markt 14 (Karte)               | Hotel                                                     | | Hotel                                                     |
| 1286 | Am Markt 15 (Karte)               | Rathaus                                                   | | Rathaus                                                   |
| 1353 | Amtsstraße 2                      | Schule                                                    | Die Oberschule Rudolf Hartmann ist eine ehemalige Realschule. Sie wurde von 1823 bis 1826 nach einem Entwurf des Landbaumeisters F. Lohmeier errichtet. Der zweigeschossige Putzbau unter einem Walmdach wirkt blockhaft. Die Geschosse sind durch ein Gesims getrennt, unter der Traufe ist ein kräftiges Konsolgesims zu sehen. Das Portal ist durch eine Freitreppe erschlossen. |                                                           |
| 1288 | An der Kirche 2 (Karte)           | Fassade                                                   | Das Gebäude mit einer um 1910 verputzten Fassade wurde wohl um 1800 als Fachwerkhaus errichtet. Es ist mit einem Sprenggiebel geschmückt. Die Vergitterung der Fenster im Erdgeschoss stammt aus der Bauzeit. |                                                           |
| 1289 | An der Kirche 3 (Karte)           | Pfarrhaus I                                               | Die Front des zweigeschossigen Backsteingebäudes ist verputzt. Das Haus wurde um 1800 errichtet, es ist mit einem Walmdach gedeckt. Die beiden Geschosse sind durch ein Putzband getrennt. Die Treppe mit einer Gitterbrüstung aus Holz wurde in der Erbauungszeit eingebaut. | Pfarrhaus I                                               |
| 1290 | An der Kirche 5                   | Wohnhaus                                                  | |                                                           |
| 1291 | An der Kirche 7 (Karte)           | Pfarrwitwenhaus mit Stall                                 | Das eingeschossige Traufenhaus wurde um 1785 in Fachwerk errichtet. Es ist mit einem Knüppelwalmdach gedeckt. Die mit einem Rautenmuster verzierte, mittlere Haustür ist im Original erhalten. Der Stall, seitlich hinter dem Wohngebäude wurde vermutlich noch im 17. Jahrhundert in Fachwerk errichtet. Das Gebäude mit Steilgiebeln wurde ursprünglich für Wohnzwecke genutzt.   |                                                           |
| 1292 | An der Kirche 8/9 (Karte)         | Volkskundemuseum                                          | | Volkskundemuseum                                          |
| 1293 | An der Kirche 11 (Karte)          | Küsterhaus                                                | | Küsterhaus                                                |
| 1294 | An der Kirche 12 (Karte)          | Gemeindehaus                                              | | Gemeindehaus                                              |
| 1295 | An der Kirche (Karte)             | Gedenksäule für 1870/71                                   | | Gedenksäule für 1870/71                                   |
| 1296 | An der Kirche (Karte)             | Luther-Denkmal                                            | von Albert Manthe | Luther-Denkmal                                            |
| 1297 | An der Kirche (Karte)             | Sühnestein Anfang 15. Jahrhundert                         | | Sühnestein Anfang 15. Jahrhundert                         |
| 1298 | August-Bebel-Straße 2 (Karte)     | Wohnhaus                                                  | |                                                           |
| 1299 | August-Bebel-Straße 3 (Karte)     | Wohnhaus                                                  | |                                                           |
| 1566 | August-Bebel-Straße 6             | Wohnhaus                                                  | |                                                           |
| 1300 | August-Bebel-Straße 8 (Karte)     | Wohnhaus                                                  | |                                                           |
| 1301 | August-Bebel-Straße 16 (Karte)    | Gasthaus                                                  | Die ehemalige Gaststätte wurde um 1800 errichtet. Die Wände des zweigeschossigen Gebäudes sind im unteren Teil durch fünf Fenster zwischen Pilastern gegliedert. Die zum Haus gehörige Querdielenscheune wurde um 1800 errichtet. |                                                           |
| 1302 | August-Bebel-Straße 23/25 (Karte) | Wohnhaus                                                  | Das zweigeschossige Gebäude wurde vermutlich am Anfang des 19. Jahrhunderts als Traufenhaus errichtet. Bemerkenswert sind die beiden Empire-Haustüren. |                                                           |
| 1303 | August-Bebel-Straße 39 (Karte)    | Wohnhaus mit Stall                                        | |                                                           |
| 1304 | August-Bebel-Straße 43 (Karte)    | Wohnhaus                                                  | Das Gebäude wurde 1913 als zweigeschossiges Wohn- und Geschäftshaus errichtet. Das ausgebaute Mansarddach ist an der südöstlichen Seite abgeschrägt. Die Fassade durch Lisenen gegliedert. |                                                           |
| 1305 | August-Bebel-Straße 48 (Karte)    | Wohnhaus                                                  | |                                                           |
| 1567 | August-Bebel-Straße 48            | Wohnhaus                                                  | |                                                           |
| 1306 | August-Bebel-Straße 55 (Karte)    | Bedienstetenwohnhaus (lt. Inschrift von 1740)             | |                                                           |
| 1307 | August-Bebel-Straße 57 (Karte)    | Wohnhaus                                                  | Der ehemalige Gasthof wurde um 1800 zweigeschossig errichtet. Der Dreiecksgiebel an der Straßenseite ist vorgeblendet. Eine Gedenktafel erinnert an einen Aufenthalt von Ernst Barlach im Jahr 1884. |                                                           |
| 1309 | (Karte)                           | Bahnhof mit Empfangsgebäude, Stellwerk und Perronhalle    | | Bahnhof mit Empfangsgebäude, Stellwerk und Perronhalle    |
| 1310 | Fritz-Reuter-Straße 7 (Karte)     | Wohnhaus                                                  | Das zweigeschossige Giebelhaus wurde um 1815 in Fachwerk errichtet. Es ist mit einem Knüppelwalmdach gedeckt. | Wohnhaus                                                  |
| 1311 | Fritz-Reuter-Straße 9 (Karte)     | Wohnhaus                                                  | | Wohnhaus                                                  |
| 1312 | Fritz-Reuter-Straße 19 (Karte)    | Wohnhaus                                                  | | Wohnhaus                                                  |
| 1313 | Fritz-Reuter-Straße 21 (Karte)    | Wohnhaus                                                  | | Wohnhaus                                                  |
| 1315 | Fritz-Reuter-Straße 55 (Karte)    | Wohnhaus                                                  | | Wohnhaus                                                  |
| 1316 | (Karte)                           | Friedhof, neuer                                           | |                                                           |
| 1317 | Goetheplatz 3 (Karte)             | Wohnhaus                                                  | |                                                           |
| 1318 | Goetheplatz 5 (Karte)             | Schule, Turnhalle und Brunnen                             | Die ehemalige Bürgerschule wurde von 1928 bis 1929 errichtet. Der zweigeschossige Backsteinbau steht über einem hohen Sockelgeschoss und ist mit einem Walmdach gedeckt. Die mittlere Achse der Hauptfront ist als Frontispiz ausgebildet. Die seitlich stehende Turnhalle wurde in vergleichbaren Formen gebaut.                                                                   | Schule, Turnhalle und Brunnen                             |
| 1319 | Goetheplatz 7/9                   | Wohnhaus                                                  | |                                                           |
| 1320 | Ekengreenstraße 8                 | Wohnhaus                                                  | |                                                           |
| 1321 | Hinterstraße 1 (Karte)            | Wohnhaus                                                  | | Wohnhaus                                                  |
| 1322 | Hinterstraße 2 (Karte)            | Pfarrhaus II                                              | |                                                           |
| 1323 | Hinterstraße 21 (Karte)           | Wohnhaus                                                  | | Wohnhaus                                                  |
| 1324 | Hinterstraße 23 (Karte)           | Wohnhaus                                                  | |                                                           |
| 1325 | Hinterstraße                      | Scheune                                                   | |                                                           |
| 1326 | Johannes-Boye-Straße (Karte)      | Niederdeutsches Hallenhaus und Scheune                    | Das Hallenhaus und die Scheune eines ehemaligen Schulzengehöftes wurden 1962 von Bechelsdorf umgesetzt. Das niederdeutsche Hallenhaus wurde um 1580 errichtet und in der Folgezeit mehrfach verändert. Die Scheune ist im Kern von der Mitte des 16. Jahrhunderts. |                                                           |
| 1327 | (Karte)                           | Kirche St. Laurentius und Katharina (Stadtkirche)         | | Weitere Bilder                                            |
| 1328 | Lübecker Straße 1 (Karte)         | Schulkomplex                                              | |                                                           |
| 1329 | Lübecker Straße 6 (Karte)         | Wohnhaus                                                  | |                                                           |
| 1330 | Lübecker Straße 10 (Karte)        | Gasthaus mit Saalanbau                                    | Das zweigeschossige Gebäude wurde um 1870 in Backstein errichtet, es besitzt einen kleinen Portalvorbau. An der Ostseite der ehemaligen Gaststätte schließt sich ein Saalbau aus der Bauzeit des Hauptgebäudes an. Im Innenraum steht an drei Seiten eine umlaufende Galerie. |                                                           |
| 1331 | Lübecker Straße 14 (Karte)        | Wohnhaus                                                  | Der ehemalige Kindergarten ist ein eingeschossiger, verputzter Backsteinbau. Er wurde 1818 errichtet. Die Portalnische ist von gekuppelten Pilastern flankiert und von einem Dreiecksgiebel bekrönt. |                                                           |
| 1332 | Lübecker Straße 15 (Karte)        | Wohnhaus                                                  | Das zweigeschossige Gebäude wurde 1852 nach Entwürfen des Architekten Rickmann in neugotischen Formen aus gelbem Backstein errichtet. Die Front ist durch kielbogig geschlossene Fenster, Mittelgiebel, sowie Balkon und Friese gegliedert. Die Schmalseiten sind durch Lisenen gegliedert.                                                                                         |                                                           |
| 1333 | Lübecker Straße 22 (Karte)        | Wohnhaus                                                  | |                                                           |
| 1334 | Lübecker Straße 23 (Karte)        | Wohnhaus                                                  | |                                                           |
| 1335 | Lübecker Straße 28 (Karte)        | ehem. Gaststätte "Schützenhaus"                           | |                                                           |
| 1336 | Lübecker Straße 30 (Karte)        | Wohnhaus                                                  | |                                                           |
| 1337 | Lübecker Straße 43 (Karte)        | ehem. Holländerhaus                                       | |                                                           |
| 1338 | Lübecker Straße (Karte)           | sowjetischer Ehrenfriedhof                                | |                                                           |
| 1339 | Lübecker Straße (Karte)           | Stadtpark                                                 | |                                                           |
| 1340 | Lübecker Straße                   | VVN-Gedenkstätte                                          | |                                                           |
| 1341 | Ludwig-Bicker-Straße 6            | Elektrizitätswerk mit Wohnhaus und Maschinenhaus          | |                                                           |
| 1342 | Ludwig-Bicker-Straße 15 (Karte)   | Krankenhaus                                               | Das Gebäude unter einem Mansarddach wurde von 1909 bis 1910 in neubarocken Formen errichtet. Der zweigeschossige Backsteinbau steht über einem hohen Sockel. Die Pilastergliederung ist geschossübergreifend. An der Straßenfront ist mittig ein geschwungener Giebel zu sehen. Auf dem Dach steht ein Türmchen mit geschwungener Haube                                             | Krankenhaus                                               |
| 1568 | Marienstraße 2                    | Wohn- und Geschäftshaus                                   | |                                                           |
| 1344 | Ratzeburger Straße (Karte)        | 3 Mausoleen und Gruft auf dem alten Friedhof              | | 3 Mausoleen und Gruft auf dem alten Friedhof              |
| 1345 | Ratzeburger Straße 1 (Karte)      | Wohnhaus                                                  | |                                                           |
| 1346 | Ratzeburger Straße 6 (Karte)      | Wohnhaus                                                  | Das zweigeschossige Traufenhaus wurde im dritten Viertel des 19. Jahrhunderts in Backstein errichtet. Ernst Barlach wohnte 1882 in diesem Haus. |                                                           |
| 1347 | Ratzeburger Straße 7 (Karte)      | Wohnhaus                                                  | |                                                           |
| 1348 | Ratzeburger Straße 23 (Karte)     | Wohnhaus                                                  | |                                                           |
| 1349 | Ratzeburger Straße 51 (Karte)     | Wohnhaus                                                  | |                                                           |
| 1350 | Ratzeburger Straße 58 (Karte)     | Wohnhaus                                                  | |                                                           |
| 1351 | Ratzeburger Straße 60/60a (Karte) | Wohnhaus                                                  | |                                                           |
| 1352 | Rudolf-Hartmann-Straße 13 (Karte) | Schule                                                    | |                                                           |
| 1657 | Maurine                           | Eisenbahnbrücke                                           | |                                                           |

### Groß Bünsdorf
| ID  | Lage                               | Bezeichnung                        | Beschreibung | Bild |
| --- | ---------------------------------- | ---------------------------------- | ------------ | ---- |
| 630 | Dorfstraße 4 (Karte)               | Bauernhof mit Wohnhaus und Scheune |              |      |
| 631 | Lindenallee mit Straßenpflasterung |                                    |              |      |

### Klein Bünsdorf
| ID  | Lage                 | Bezeichnung | Beschreibung | Bild |
| --- | -------------------- | ----------- | ------------ | ---- |
| 764 | Dorfstraße 2 (Karte) | Hallenhaus  |              |      |
| 765 | Dorfstraße 4 (Karte) | Hallenhaus  |              |      |

### Kleinfeld
| ID  | Lage                       | Bezeichnung                                            | Beschreibung | Bild     |
| --- | -------------------------- | ------------------------------------------------------ | ------------ | -------- |
| 786 | Dorfstraße 10 (Karte)      | Wohnhaus                                               |              | Wohnhaus |
| 787 | Dorfstraße 12 (Karte)      | Wohnhaus                                               |              |          |
| 788 | Dorfstraße 14 (Karte)      | Wohnhaus                                               |              |          |
| 789 | Dorfstraße 16, 16b (Karte) | Bauernhof, Wohnhaus, Scheune (links); Scheune (rechts) |              |          |

### Lockwisch
| ID  | Lage         | Bezeichnung | Beschreibung | Bild |
| --- | ------------ | ----------- | ------------ | ---- |
| 873 | Dorfstraße 7 | Bauernhaus  |              |      |

### Malzow
| ID  | Lage                 | Bezeichnung                                     | Beschreibung | Bild |
| --- | -------------------- | ----------------------------------------------- | ------------ | ---- |
| 922 | Dorfstraße 7 (Karte) | Bauernhof mit Wohnhaus, 2 Scheunen und Backhaus |              |      |

### Petersberg
| ID   | Lage          | Bezeichnung | Beschreibung | Bild |
| ---- | ------------- | ----------- | ------------ | ---- |
| 1052 | Dorfstraße 8  | Bauernhaus  |              |      |
| 1053 | Dorfstraße 11 | Bauernhaus  |              |      |
| 1054 | Dorfstraße 12 | Bauernhaus  |              |      |
| 1055 | Dorfstraße 13 | Bauernhaus  |              |      |
| 1056 | Dorfstraße 14 | Bauernhaus  |              |      |
| 1057 | Dorfstraße 15 | Bauernhaus  |              |      |

### Retelsdorf
| ID   | Lage | Bezeichnung                    | Beschreibung | Bild |
| ---- | ---- | ------------------------------ | ------------ | ---- |
| 1187 |      | Bauernhaus, sog. Werderhaustyp |              |      |

### Sabow
| ID   | Lage                 | Bezeichnung                                             | Beschreibung | Bild |
| ---- | -------------------- | ------------------------------------------------------- | ------------ | ---- |
| 1234 | Dorfstraße 8 (Karte) | Bauernhof mit Hallenhaus und Backhaus u. Hofpflasterung |              |      |

## Ehemalige Baudenkmale

### Schönberg
| ID   | Lage                            | Bezeichnung | Beschreibung                                                                                    | Bild     |
| ---- | ------------------------------- | ----------- | ----------------------------------------------------------------------------------------------- | -------- |
| 1287 | An der Kirche 1 (Karte)         | Wohnhaus    | Das zweigeschossige Giebelhaus unter einem Knüppelwalmdach wurde um 1800 in Fachwerk errichtet. |          |
| 1308 | August-Bebel-Straße 60          | Wohnhaus    | (Wohnhaus abgebrochen)                                                                          |          |
| 1314 | Fritz-Reuter-Straße 43 (Karte)  | Wohnhaus    |                                                                                                 | Wohnhaus |
| 1343 | Ludwig-Bicker-Straße 14 (Karte) | Wohnhaus    |                                                                                                 |          |

### Groß Bünsdorf
| ID  | Lage | Bezeichnung         | Beschreibung | Bild |
| --- | ---- | ------------------- | ------------ | ---- |
| 632 |      | Transformatorenhaus |              |      |

## Quelle
- Denkmalliste des Landkreises Nordwestmecklenburg (Stand: 9. November 2023; PDF, 1,2 MByte)